# Rhabdophis
Genre
Rhabdophis est un genre de serpents de la famille des Natricidae. 

## Répartition
Les 22 espèces de ce genre se rencontrent en Asie.

## Liste d'espèces
Selon The Reptile Database (23 janvier 2019) :
- Rhabdophis adleri Zhao, 1997
- Rhabdophis akraios Doria, Petri, Bellati, Tiso & Pistarino, 2013
- Rhabdophis angeli (Bourret, 1934)
- Rhabdophis auriculata (Günther, 1858)
- Rhabdophis barbouri (Taylor, 1922)
- Rhabdophis callichroma (Bourret, 1934)
- Rhabdophis callistus (Günther, 1873)
- Rhabdophis chrysargoides (Günther, 1858)
- Rhabdophis chrysargos (Schlegel, 1837)
- Rhabdophis conspicillatus (Günther, 1872)
- Rhabdophis guangdongensis Zhu, Wang, Takeuchi & Zhao, 2014
- Rhabdophis himalayanus (Günther, 1864)
- Rhabdophis leonardi (Wall, 1923)
- Rhabdophis lineatus (Peters, 1861)
- Rhabdophis murudensis (Smith, 1925)
- Rhabdophis nigrocinctus (Blyth, 1856)
- Rhabdophis nuchalis (Boulenger, 1891)
- Rhabdophis pentasupralabialis Jiang & Zhao, 1983
- Rhabdophis spilogaster (Boie, 1827)
- Rhabdophis subminiatus (Schlegel, 1837)
- Rhabdophis swinhonis (Günther, 1868)
- Rhabdophis tigrinus (Boie, 1826)

## Description
Certaines de ces espèces sont venimeuses.

## Publication originale
- Fitzinger, 1843 : Systema Reptilium, fasciculus primus, Amblyglossae. Braumüller et Seidel, Wien, p. 1-106. (texte intégral).